# Ferocactus histrix
Ferocactus histrix là một loài thực vật có hoa trong họ Cactaceae. Loài này được (DC.) G.E.Linds. mô tả khoa học đầu tiên năm 1955.

## Hình ảnh

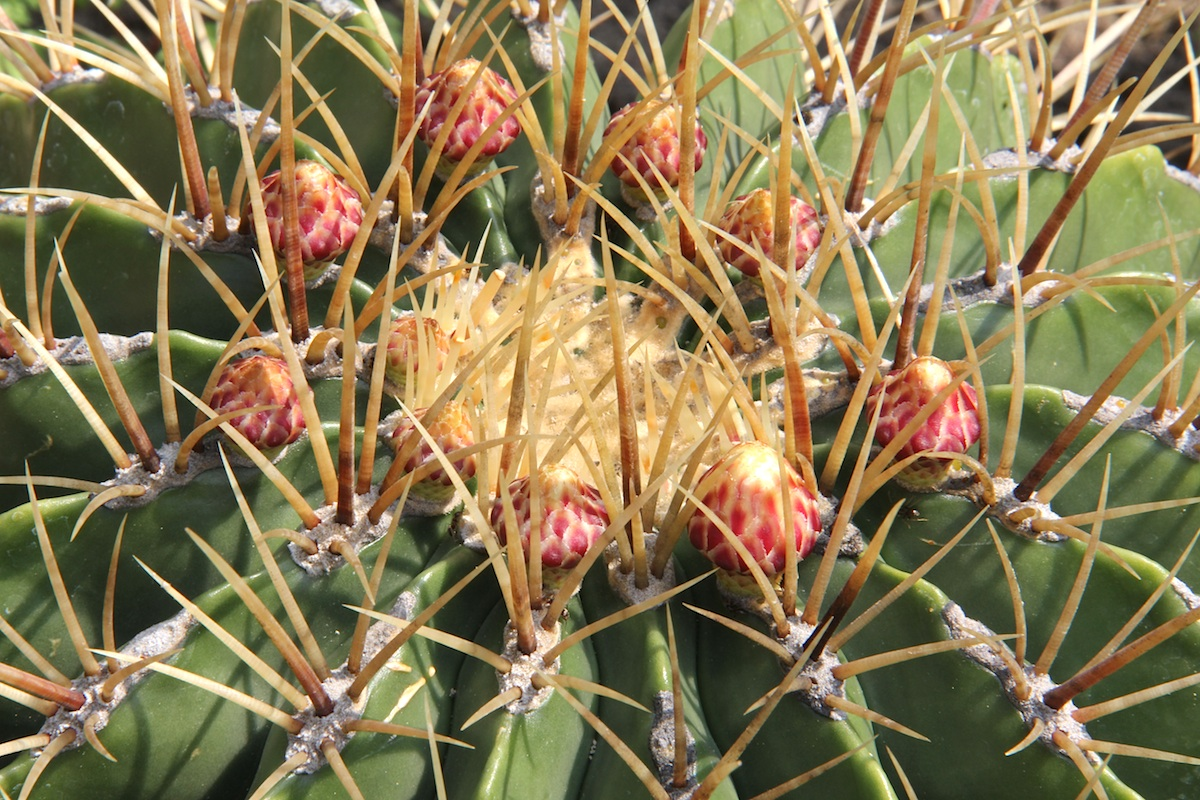
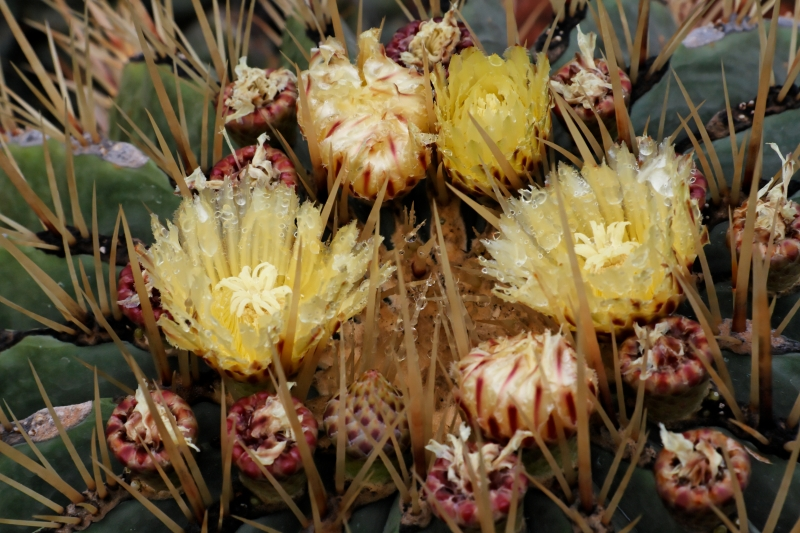
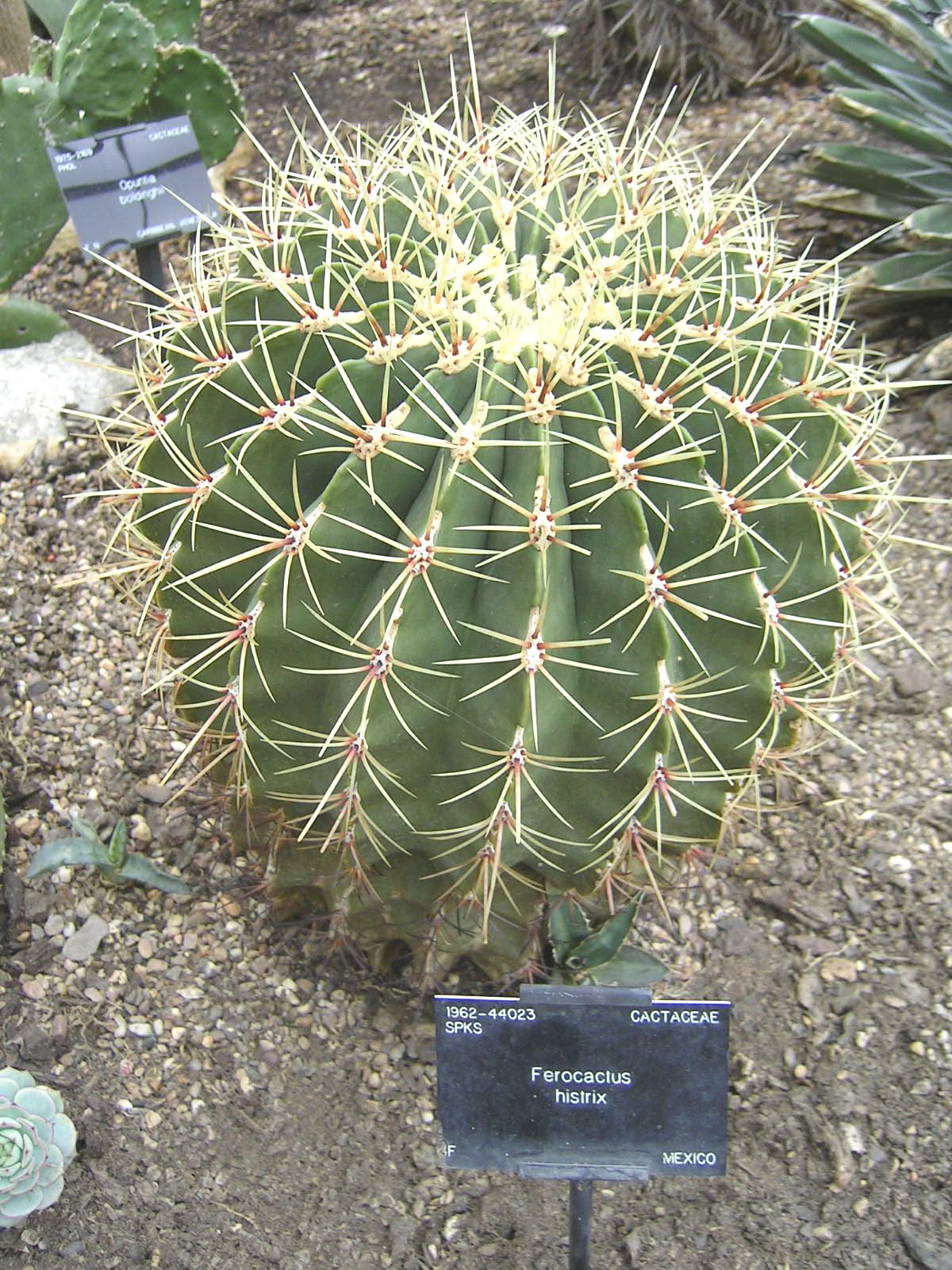
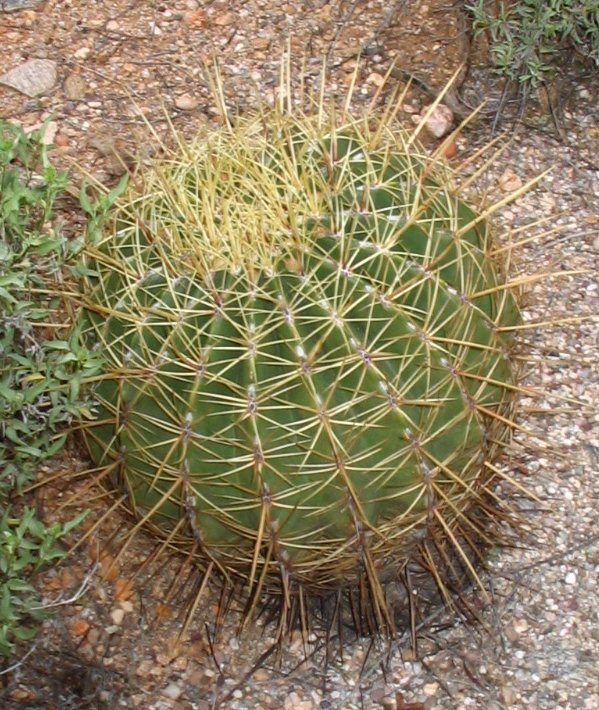